# دانييل ليتش
دانييل ليتش (بالإنجليزية: Daniel Leach)‏ (5 يناير 1986 في أستراليا - ) هو لاعب كرة قدم أسترالي في مركز الدفاع. شارك مع منتخب أستراليا تحت 17 سنة لكرة القدم. أما مع النوادي، فقد لعب مع نادي بارنت وCapital FC ‏ ونادي دوفر أتليتيك.

## وصلات خارجية
- دانييل ليتش على موقع قاعدة بيانات كرة القدم.إي يو (الإنجليزية)
- دانييل ليتش على موقع Soccerbase.com (لاعب) (الإنجليزية)